# Simão Dias (ort)
Simão Dias är en ort i Brasilien.   Den ligger i kommunen Simão Dias och delstaten Sergipe, i den östra delen av landet, 1 200 km nordost om huvudstaden Brasília. Simão Dias ligger 265 meter över havet och antalet invånare är 18 385.
Terrängen runt Simão Dias är platt åt sydost, men åt nordväst är den kuperad. Simão Dias är det största samhället i trakten.
Omgivningarna runt Simão Dias är huvudsakligen savann. Runt Simão Dias är det ganska tätbefolkat, med 78 invånare per kvadratkilometer.